# Eragrostis rigidiuscula
Eragrostis rigidiuscula är en gräsart som beskrevs av Karel Domin. Eragrostis rigidiuscula ingår i släktet kärleksgrässläktet, och familjen gräs. Inga underarter finns listade i Catalogue of Life.